# Sabina Hafner
Sabina Hafner (* 10. Mai 1984 in Liestal, Basel-Landschaft) ist eine Schweizer Bobsportlerin und Skeletonpilotin.

## Werdegang
Sabina Hafner begann 2003 mit dem Bobsport und gewann schon in der Saison 2003/04 ihr erstes Europacup-Rennen in St. Moritz. In der folgenden Saison gewann sie ihren ersten Titel bei der Schweizermeisterschaft sowie Silber bei der Junioren-WM und belegte bei der Bob- und Skeleton-Weltmeisterschaften 2005 in Calgary den 4. Rang.
In den Folgejahren erreichte sie neben Medaillen bei Junioren-Weltmeisterschaften und Schweizermeisterschaften auch mehrere Top-10-Platzierungen im Bob-Weltcup. Ihr bestes Ergebnis war dabei der 2. Rang in der Saison 2004/05 in St. Moritz.
Sie war Teil der Schweizer Teams, die bei den Weltmeisterschaften 2007 in St. Moritz Bronze und 2009 in Lake Placid Silber gewannen. Zudem trat sie bei den Olympischen Winterspielen 2006 in Turin und 2010 in Vancouver an und belegte dort die Plätze 10 bzw. 12. Bei den Europameisterschaften 2010 in Igls gewann sie die Silbermedaille.
2011 wechselte Hafner zum Skeleton und startete im Europacup. Sie stürzte bereits im ersten Rennen in Königssee schwer und zog sich eine Gehirnerschütterung zu, fuhr die Saison jedoch noch zu Ende. In der Folge beschloss sie, dem Leistungssport bis auf Weiteres den Rücken zu kehren und ein Studium der Elektrotechnik aufzunehmen.
In der Saison 2016/17 kehrte sie in den aktiven Sport zurück und startete im Bob-Europacup, in dem sie zwei Wettkämpfe gewann. Bei der Bob-Weltmeisterschaft 2017 in Königssee kam sie mit Eveline Rebsamen auf den 14. Platz. In der Weltcup-Saison 2017/18 belegte sie den 9. Platz. Bei den Olympischen Winterspielen 2018 in Pyeongchang trat sie mit Rahel Rebsamen als Anschieberin an und erreichte den 9. Rang.